# 논산고속버스터미널
논산고속버스터미널은 충청남도 논산시 계백로 973(취암동 599-3)에 있는 고속버스 터미널이다. 금호고속에서 운영하며 단층 철근 콘크리트 건물과 승하차장, 박차장, 경정비 시설 등을 갖추고 있다. 고속버스 전산망상의 터미널 번호는 370이다. 논산역에서 서쪽으로 있으며, 근처에 논산시외버스터미널이 있다.

## 운행 노선
- 2010년 5월 1일에 광주행 노선이 개설된 적이 있다.[1]
- 2018년 7월 18일에 부산 노선이 신설됐으며, 서울호남 노선과 달리 연무대가 중간 승하차장이다.
- 2016년 4월 29일에 부천 노선이 신설됐다. 2018년 9월 1일에 부천에서 김포국제공항까지 연장되었으나, 2020년 1월에 폐지됐다.

| 운행 노선       | 운행업체 | 운행구간 | 운행구간 | 운행구간 | 경유지 | 배차 간격 | 시간표                                                                       |
| --------------- | -------- | -------- | -------- | -------- | ------ | --------- | ---------------------------------------------------------------------------- |
| 논산 ↔ 서울호남 | 금호고속 | 논산     | ↔        | 서울호남 | 정안   | 40분      | 첫차:06:15(논산 기준(월)) 첫차:06:45(논산 기준(화~일)) 막차:22:15(논산 기준) |
| 논산 ↔ 부산     | 한일고속 | 논산     | ↔        | 부산     | 연무대 | 4회       | 07:30, 11:00, 15:30, 18:30                                                   |

## 같이 보기
- 연무고속버스터미널
- 논산시외버스터미널
- 강경시외버스터미널